# Trachycladus minax
Trachycladus minax är en svampdjursart som först beskrevs av Topsent 1888.  Trachycladus minax ingår i släktet Trachycladus och familjen Trachycladidae. Inga underarter finns listade i Catalogue of Life.